# Суховоля (Шептицький район)
Сухово́ля́ —  село в Україні, в Шептицькому районі Львівської області. Населення становить 364 осіб.